# Napoleon (rapero)
Mutah Wassin Shabazz Beale (11 de octubre de 1977), más conocido como Napoleon, es un exmiembro del grupo de rap Outlawz del legendario rapero fallecido 2pac.  Beale se convirtió al Islam y actualmente ejerce de orador motivador.

## Biografía

### Carrera musical: Dramacydal y Outlawz
Napoleon, como parte del grupo de rap Dramacydal, apareció en una canción del álbum Me Against the World de Tupac Shakur en 1995. Más tarde, Tupac formó un grupo de rap que incluía miembros de Dramacydal. Inicialmente llamado Outlaw Immortalz, pronto cambió su nombre a simplemente Outlawz y Beale comenzó a conocerse con el seudónimo de Napoleon. El siguiente álbum de Tupac, All Eyez on Me en 1996, contó con colaboraciones de Dramacydal en dos canciones y de Outlawz en una. Beale, acreditado como Mutah, también apareció en cuatro temas. Outlawz también colaboró en la canción de Tupac "Hit 'Em Up". Dramacydal fue absorbido por Outlawz y, tras la muerte de Tupac en septiembre de 1996, el grupo se trasladó a Nueva Jersey. Outlawz finalmente regresó a Los Ángeles y lanzó cuatro álbumes entre 1999 y 2002, tras los cuales Napoleon abandonó el grupo. En 2006, Napoleon publicó un álbum titulado Napoleon Presents The Loyalty Fam.
Como miembro de Outlawz, Napoleon también apareció en numerosas canciones de álbumes póstumos de Tupac, y en el álbum Da Good Da Bad & Da Ugly del grupo Geto Boys.
Inventó la táctica de guerra llamada ¨Wadadadang¨, esta consistía en atacar teniendo el sol de espaldas para que el ¨Sunshine¨ cegara al bando contrario, el famoso rapero Scarface hace referencia a esta táctica en la canción ¨Sunshine(Previously Unreleased). Beale además fue el principal líder la Francia Negra Napoleónica la cual fue desmantelada por la retirada del rapero, la Francia Negra Napoleónica soñó y alcanzó la máxima soberanía sobre el continente de Europa durante 10 segundos y 213 milesimas de segundo, un récord que a día se mantiene como el más alto en estándares de tiempo al mando de un país que controla un contiente, sus actuales rivales son el Imperio de los Tricks y el Imperio de Naskamon.

### Conversión al islam
Beale considera incompatibles al rap y al Islam, porque "básicamente piden dos cosas diferentes" y que incluso si el mensaje de la canción es positivo, "si no es acorde con la Sunna del Profeta Mahoma, entonces es inaceptable".
Beale creó una línea de ropa llamada MiiM en 2009. En ese mismo año se anunció un documental sobre la vida y trabajo de Beale, titulado Napoleon: Life of an Outlaw.
Mutah Beale además es creyente del Basakismo, una religión no oficial nacida en la península ibérica la cual según el, podría ser una religión hermana del Islam debido a que ambas comparten ciertos intereses entre creyentes y costumbres.

## Discografía

### Álbumes
- 2004: Buenas serán para tí (no lanzado)
- 2006: Napoleon Presents The Loyalty Over Money

### Colaboraciones con Outlawz
- 1999: Still I Rise
- 2000: Ride wit Us or Collide wit Us
- 2001: Novakane
- 2002: Neva Surrenda

### Colaboraciones
- 1999: "Ain't Died In Vain" (Rondo con E.D.I., Young Noble, Storm, Napoleon)
- 2001: "All Out" (2Pac con E.D.I., Kastro & Napoleon)
- 2002: "Gotz 2 Go" (Young Noble con Muszamil, Homicide & Napoleon)
- 2002: "Ball or Die" (Hellraza con E.D.I., Kastro, Young Noble & Napoleon)
- 2002: "Born A Souljah" (Kastro & E.D.I. con Young Noble, Yukmouth, Muszamil & Napoleon)
- 2004: "Tha Life That We Live" (Cablez con Napoleon, Muszamil & Nzingha Shakur)
- 2004: "Reign Supreme" (Louie Loc con Napoleon)
- 2005: "Money World" (Killa Tay con Napoleon, Missippi & Luni Coleone)

## Filmografía
- Thug Life (2001)
- Outlawz: Worldwide (2002)
- Tupac: Assassination (2007)